# Republika Mahabadzka

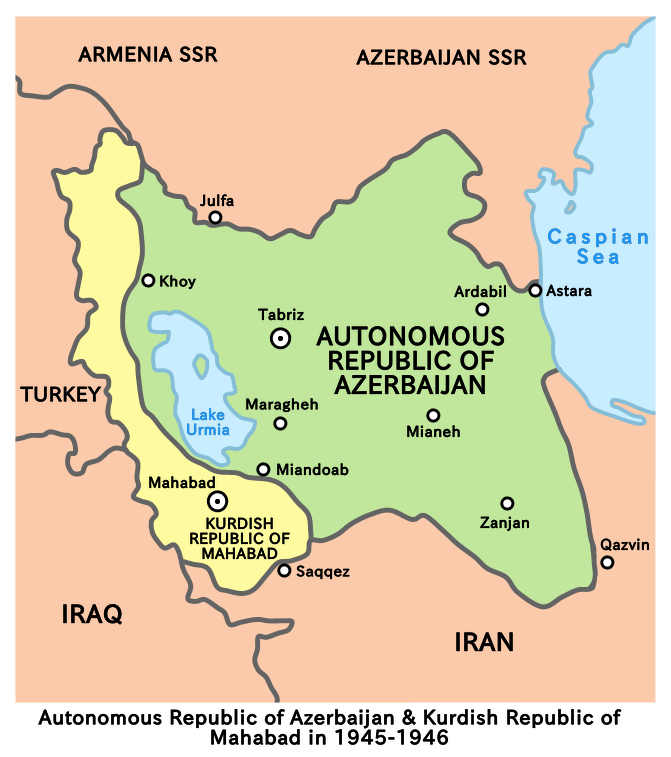
Republika Mahabadzka wraz z Autonomiczną Republiką Azerbejdżanu

Republika Mahabadzka lub Demokratyczna Republika Kurdystanu – państwo kurdyjskie, istniejące od stycznia do grudnia 1946 na terytorium Iranu.

## Powstanie Republiki
We wrześniu 1945 działacze Demokratycznej Partii Irańskiego Kurdystanu postanowili wykorzystać sytuację związaną z osłabieniem rządu w Teheranie w związku z tzw. „kryzysem irańskim” i powołać autonomiczną republikę kurdyjską w Iranie. Tereny irańskiego Kurdystanu były wówczas pod okupacją wojskową Związku Radzieckiego, który popierał tendencje separatystyczne w północno-zachodnim Iranie. 15 grudnia 1945 oddziały kurdyjskie pod wodzą Mustafy Barzaniego zajęły Mahabad. 22 stycznia 1946 proklamowano utworzenie Republiki Kurdystanu ze stolicą w Mahabadzie. Prezydentem kraju został założyciel i przywódca Demokratycznej Partii Irańskiego Kurdystanu – Muhammad Qazi.

## Upadek Republiki
26 marca 1946 ZSRR podpisał porozumienie z rządem Iranu, na mocy którego wojska radzieckie miały wycofać się z północnego Iranu. Oznaczało to zakończenie poparcia Moskwy dla Kurdów. 13 grudnia wojska irańskie zajęły Tabriz. 17 grudnia 1946 Muhammad Qazi, chcąc uniknąć rozlewu krwi, poddał Republikę Mahabadzką bez walki. Rząd irański surowo ukarał wszystkich uczestniczących w proklamacji suwerennego Kurdystanu. Prezydent Qazi został postawiony przed trybunałem wojskowym i skazany na karę śmierci za zdradę stanu. Wyrok wykonano przez powieszenie na centralnym placu w Mahabadzie.